# Dilan Yeşilgöz-Zegerius
Dilan Yeşilgöz-Zegerius   (Ankara, 18 de juny de 1977) és una política neerlandesa que ocupa el càrrec de líder del Partit Popular per la Llibertat i la Democràcia (VDD) des de 2023.

## Biografia
Membre de la Cambra de Representants del 2017 al 2021 i com a secretària d'Estat d'Afers Econòmics i Política Climàtica del 2021 al 2022.
Yeşilgöz-Zegerius va exercir com a ministra de Justícia i Seguretat al quart gabinet de Mark Rutte des del 10 de gener de 2022. Amb la renúncia de Rutte el juliol de 2023 després que caigués el seu govern, Dilan Yeşilgöz va anunciar la seva candidatura per convertir-se en la següent líder del Partit Popular per la Llibertat i la Democràcia (VDD) i el 14 d'agost es va convertir oficialment en el líder del VVD.